# ジデスメチルシタロプラム
ジデスメチルシタロプラム(Didesmethylcitalopram)は、抗うつ薬シタロプラムの活性代謝物質である。ジデスメチルエスシタロプラム(Didesmethylescitalopram)は、シタロプラムのS-エナンチオマーである抗うつ薬エスシタロプラムの活性代謝物質である。シタロプラムやエスシタロプラムと同様に、ジデスメチル（エス）シタロプラムは、選択的セロトニン再取り込み阻害薬(SSRI)の機能を持ち、代謝前の物質の持つ治療効果のいくらかを担っている。